# Dem
Dem ist eine Gemeinde (Freguesia) im nordportugiesischen Kreis Caminha. In ihr leben 309 Einwohner (Stand 19. April 2021).